# Gouvernement Sheinbaum
États-Unis mexicains
López Obrador 
Le gouvernement Claudia Sheinbaum (en espagnol : gabinete de Claudia Sheinbaum) est le gouvernement des États-Unis mexicains en fonction depuis le 1er octobre 2024, durant le mandat de la présidente Claudia Sheinbaum et la LXVIe législature du Congrès. Il fait suite aux élections fédérales de juin 2024.
Il s'agit du premier gouvernement mexicain dirigé par une femme.
Il est soutenu par la coalition Continuons de faire l'histoire, formée en 2017 et rassemblant le Mouvement de régénération nationale (MORENA), le Parti du travail (PT) et le Parti vert écologiste du Mexique (PVEM).

## Historique du mandat

### Présentation du gouvernement
La présidente élue Claudia Sheinbaum annonce pour la première fois la composition de son gouvernement le 20 juin 2024, c'est-à-dire trois semaines après sa victoire aux élections. Lors de la conférence de presse, cinq secrétaires sont annoncés ; Marcelo Ebrard à l'Économie, Rosaura Ruiz Gutierrez au sein du nouveau secrétariat aux Sciences, à la Technologie et l'Innovation, Juan Ramón de la Fuente aux Affaires étrangères, Alicia Barcena Ibarra à l'Environnement, Julio Berdegué Sacristán à l'Agriculture et  Ernestina Godoy Ramos en tant que Conseillère juridique.

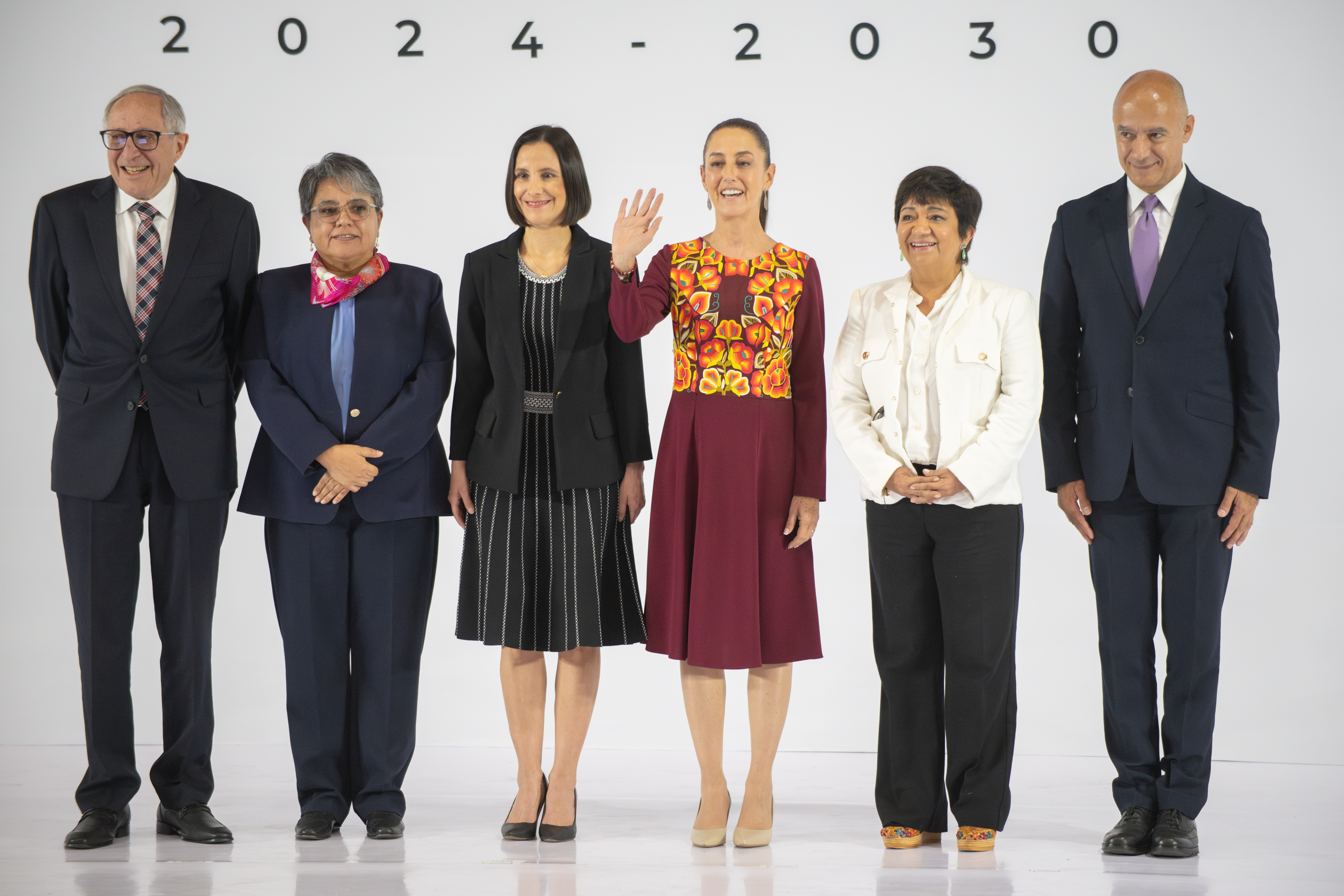
La présidente élue Claudia Sheinbaum présentant cinq nouveaux secrétaires, le 27 juin 2024.

Sept jours plus tard, le 27 juin, Sheinbaum annonce d'autres secrétaires qui composeront son gouvernement ; Énergie, Santé, Service public, Infrastructures, Communications et transports, et Développement agraire, territorial et urbain.
Le 4 juillet, lors de sa troisième annonce, Sheinbaum a présenté les nouveaux secrétaires à l'Éducation publique, le bien-être et la Sécurité publique et de la protection des citoyens. Le 11 juillet, Sheinbaum a annoncé davantage de membres dans son cabinet ; elle nomme Lázaro Cárdenas Batel, petit-fils de l'ancien président Lázaro Cárdenas, comme chef du cabinet présidentiel.

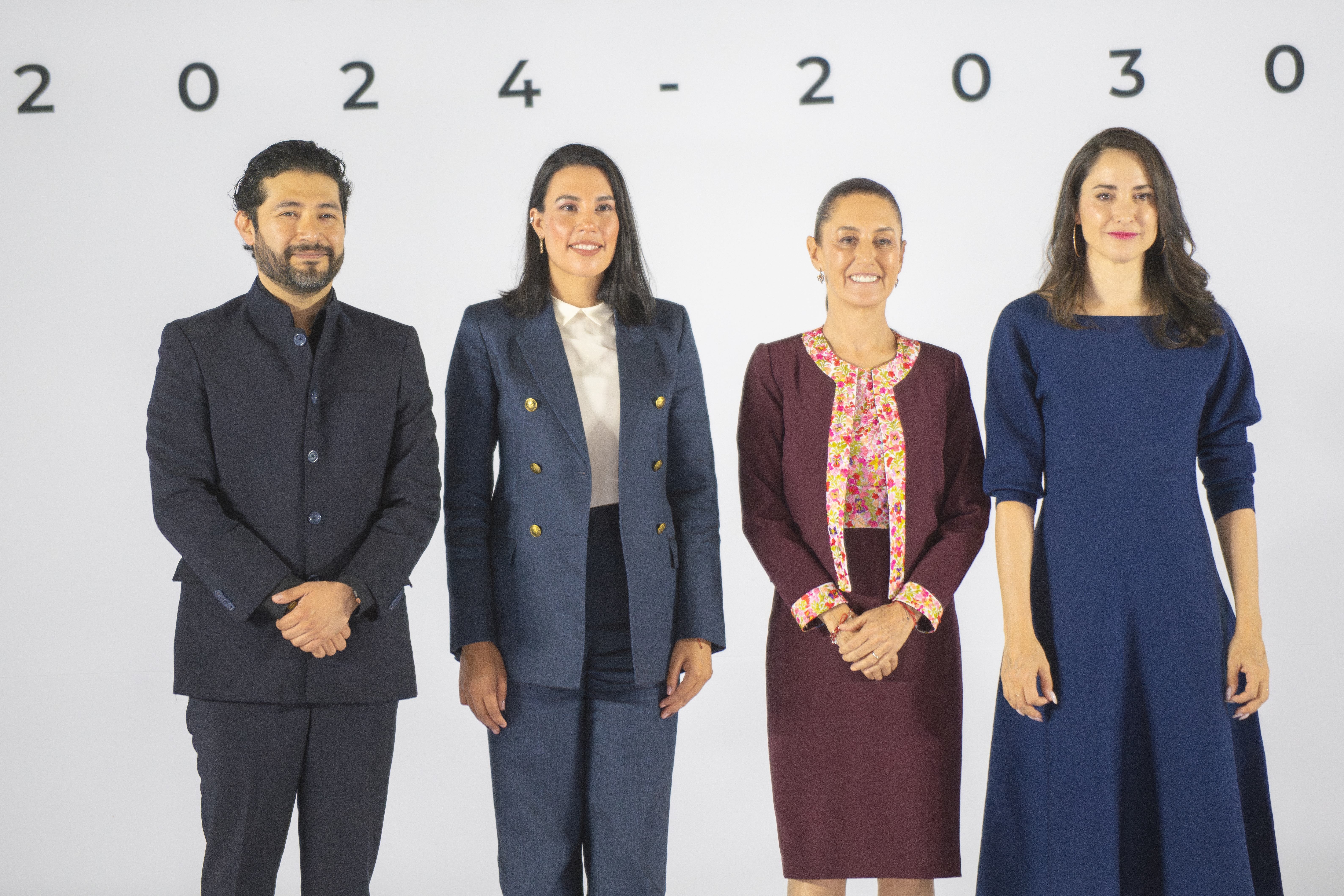
La présidente élue Claudia Sheinbaum présentant trois nouveaux secrétaires, le 18 juillet 2024.

Le 18 juillet, la présidente Sheinbaum annonce les secrétaires à la Culture, du Tourisme et du Travail. Un mois plus tard, le 19 août, Claudia Sheinbaum a annoncé la création du secrétariat aux Femmes (qui remplacerait l'Institut national de la Femme), avec la nomination de Citlalli Hernández. 

## Composition
| Fonction                                                                         | Titulaire | Titulaire | Titulaire                       | Parti       |
| -------------------------------------------------------------------------------- | --------- | --------- | ------------------------------- | ----------- |
| Présidente de la République                                                      |           |           | Claudia Sheinbaum               | MORENA      |
| Secrétaire à l'Intérieur                                                         |           |           | Rosa Icela Rodríguez            | MORENA      |
| Secrétaire aux Affaires étrangères                                               |           |           | Juan Ramón de la Fuente         | Indépendant |
| Secrétaire à la Défense nationale                                                |           |           | Ricardo Trevilla Trejo          | Sans        |
| Secrétaire à la Marine                                                           |           |           | Raymundo Pedro Morales Ángeles  | Sans        |
| Secrétaire à la Sécurité et à la Protection citoyenne                            |           |           | Omar García Harfuch (es)        | MORENA      |
| Secrétaire aux Finances et au Crédit public                                      |           |           | Rogelio Ramírez de la O (es)    | MORENA      |
| Secrétaire au Bien-être                                                          |           |           | Ariadna Montiel Reyes           | MORENA      |
| Secrétaire à l'Environnement et aux Ressources naturelles                        |           |           | Alicia Bárcena Ibarra           | Sans        |
| Secrétaire à l'Énergie                                                           |           |           | Luz Elena González Escobar      | Sans        |
| Secrétaire à l'Économie                                                          |           |           | Marcelo Ebrard                  | MORENA      |
| Secrétaire à l'Agriculture et au Développement rural                             |           |           | Julio Berdegué Sacristán        | Sans        |
| Secrétaire à l'Infrastructure, aux Communications et aux Transports du Mexique   |           |           | Jesús Antonio Esteva Medina     | Sans        |
| Secrétaire à la Fonction publique                                                |           |           | Raquel Buenrostro Sánchez       | Sans        |
| Secrétaire à l'Éducation publique                                                |           |           | Mario Delgado Carrillo          | MORENA      |
| Secrétaire à la Santé                                                            |           |           | David Kershenobich Stalnikowitz | Sans        |
| Secrétaire au Travail et à la Prévision sociale                                  |           |           | Marath Bolanos López            | MORENA      |
| Secrétariat au Développement Agraire, Territorial et Urbain                      |           |           | Edna Elena Vega Rangel          | Sans        |
| Secrétaire à la Culture                                                          |           |           | Claudia Curiel de Icaza         | Sans        |
| Secrétaire au Tourisme                                                           |           |           | Joséfina Rodríguez Zamora       | Sans        |
| Secrétaire aux Sciences, sciences humaines, de la Technologie et de l'Innovation |           |           | Rosaura Ruiz Gutierrez          | Sans        |
| Secrétaire aux Femmes                                                            |           |           | Citlalli Hernández              | MORENA      |
| Conseillère juridique de l'Exécutif fédéral                                      |           |           | Ernestina Godoy Ramos           | MORENA      |
| Chef du bureau de la présidence                                                  |           |           | Lázaro Cárdenas Batel           | MORENA      |